# Hypophosphatämie
Eine Hypophosphatämie ist ein Absinken des Phosphatspiegels im Blut unter 0,8 mmol/l. Hauptursachen sind Alkoholismus, künstliche Ernährung ohne Phosphatzusatz und Einnahme von Mitteln zur Neutralisierung der Magensäure (Antazida). Folgen der Hypophosphatämie sind Störungen des Mineralstoffwechsels und der Versorgung der Zellen mit Energie und Sauerstoff. Die Behandlung erfolgt durch Gabe von Vitamin D und Phosphat.

## Epidemiologie
In der Allgemeinbevölkerung ist die Hypophosphatämie selten. Bei Krankenhauspatienten beträgt die Inzidenz der Hypophosphatämie ca. 3 %, bei Patienten auf Intensivstationen ca. 30 %. Bei Patienten mit Blutvergiftung (Sepsis) kann die Inzidenz bis zu 80 % betragen, bei Alkoholikern bis zu 30 %, bei schweren Verletzungen bis 75 % und bei chronisch obstruktiven Lungenkrankheiten bis zu 20 %.

## Ätiologie
Ursachen sind eine verminderte Phosphatzufuhr durch einseitige Ernährung oder im Rahmen einer intravenösen Ernährung (Intensivmedizin). Insbesondere bei vorbestehendem Phosphatmangel und Mangelernährung (z. B. Anorexia nervosa) kann eine unzureichende Phosphatzufuhr im Rahmen einer Ernährungstherapie zu schweren Phosphatmangelerscheinungen führen. Auch die Gabe von Insulin führt zu einem Abfall des Phosphatspiegels. Die Einnahme von großen Mengen an Antazida führt im Magen zur Bindung von Phosphat an das Medikament und damit zu einer verminderten Phosphataufnahme. Chronischer Durchfall kann über vermehrten Phosphatverlust zu einer Hypophosphatämie führen. Mehrere angeborene Erkrankungen des Phosphattransportsystems in der Niere führen zu Phosphatverlusten über den Urin (vermehrte Phosphatausscheidung). Weitere Ursachen einer Hypophosphatämie sind Vitamin-D-Mangel, respiratorische Alkalose, Nebenschilddrüsenüberfunktion (primärer Hyperparathyreoidismus) und das Syndrom des hungrigen Knochens nach chirurgischer Entfernung der Nebenschilddrüsen.
Als weitere Ursache der Entstehung einer Hypophosphatämie ist die Durchführung der Hämodialyse bei Patienten mit Niereninsuffizienz zu nennen, bei der dem Blut unter anderem auch Phosphat entzogen wird.
Vitamin D3 wird auch mit Hilfe von UV-B-Strahlung (Dorno-Strahlung) in der Haut aus 7-Dehydrocholesterol gebildet, somit kann auch ein Lichtmangel eine Ursache sein.
Das Absinken des Phosphatspiegels führt in allen Zellen zu einem Abfall der energiereichen Phosphatverbindung Adenosintriphosphat. In den Erythrozyten sinkt der Spiegel von 2,3-Bisphosphoglycerat ab; dadurch wird die Sauerstoffabgabe vom Blut an das Gewebe erschwert.
Eine schwere Hypophosphatämie (Phosphatspiegel im Serum < 0,3 mmol/l) kann durch Zerstörung von roten Blutkörperchen zur hämolytischen Anämie führen und durch Zerstörung von Muskelzellen zur Rhabdomyolyse. Eine ausgeprägte, chronische Hypophosphatämie kann zu Mineralisationsstörungen des Knochens führen. Bei Krankenhauspatienten ist eine moderate Hypophosphatämie mit erhöhten Komplikationsraten im Krankheitsverlauf assoziiert, möglicherweise ist der niedrige Phosphatspiegel aber nicht die Ursache der Komplikationen, sondern Folge des schwereren Krankheitsverlaufs (siehe auch Surrogat-Marker).
Sehr selten kann eine Hypophosphatämie auch durch einen Tumor ausgelöst werden, der den phosphaturischen Fibroblasten-Wachstumsfaktor 23 (FGF23) produziert und hierdurch ein Paraneoplastisches Syndrom mit tumorbedingter Osteomalazie auslöst. In der Regel handelt es sich um Karzinome, hämatologische Tumoren oder mesenchymale Tumoren, die in 75 % gutartig sind und oft schwer zu lokalisieren sind.

## Familiäre hypophosphatämische Rachitis
Diese angeborene Erkrankung wird auch Phosphatdiabetes genannt, im Englischen "x-linked hypophosphatemia". Bei der familiären hypophosphatämischen Rachitis ist die Rückresorption von Phosphat in den Nierentubuli gestört. Dadurch wird vermehrt Phosphat ausgeschieden und es kommt im Blut zu einer Hypophosphatämie. Die Synthese von aktivem Vitamin D (1,25-Dihydroxy-Vitamin D) wird vermindert. Dadurch entsteht eine Rachitis. Die Ursache ist eine Mutation auf dem X-Chromosom, welche zum Funktionsverlust der Phosphat-regulierenden neutralen Endopeptidase (PHEX) führt. Bei einem Funktionsverlust von PHEX kommt es zu einem exzessiven Anstieg von FGF-23 (fibroblast growth factor 23) im Blut. Neben der ursprünglich entdeckten Funktion, Fibroblasten zum Wachstum anzuregen, hat FGF-23 eine wichtige Funktion als primärer Regulator des Phosphates, indem er die Phosphat - Rückresorption der Niere kontrolliert. Ein Überschuss an FGF-23 verschlechtert die renale Phosphat - Rückresorption. Mit dem monoklonalen Antikörper Burosumab kann FGF-23 blockiert werden. In einer Phase-II-Studie mit 52 Kindern konnte nach einer Behandlung mit Burosumab die Phosphat - Rückresorption der Nierentubuli verbessert, das Serumsphosphat erhöht, das Körperwachstum verbessert, die Schmerzen und die Schwere der Rachitis vermindert werden.

## Therapie
Eine vermehrte Phosphatzufuhr kann bei moderatem Phosphatmangel durch vermehrten Genuss von Milch und Milchprodukten erreicht werden. Reicht dies nicht aus, kann Natrium- oder Kaliumphosphat eingenommen werden. Bei Intensivpatienten können Phosphatzusätze auch intravenös verabreicht werden. Eine Phosphatüberdosierung ist zu vermeiden, diese äußert sich in Nierenversagen, Abfall des Calcium-Spiegels (Hypocalciämie), Blutdruckabfall (Hypotonie) und EKG-Veränderungen.